# Ninia plumipes
Ninia plumipes är en fjäril som beskrevs 1782 av Dru Drury. Ett specimen insamlades även på 1890-talet i Gabon av William Jacob Holland, och detta fungerar idag som artens holotyp. Den är bara känd ifrån dessa två beskrivningar och dess taxonomiska status är oklar. Arten placeras i släktet Ninia och familjen Thyrididae. Inga underarter finns listade i Catalogue of Life.